# Callitris rhomboidea
Callitris rhomboidea là một loài thực vật hạt trần trong họ Cupressaceae. Loài này được R.Br. ex Rich. & A.Rich. mô tả khoa học đầu tiên năm 1826. Nó được tìm thấy chỉ ở Úc. Nó là loài bản địa Nam Úc (tiểu bang), Queensland, New South Wales, Victoria (Úc) và Tasmania, và cũng là loài được trồng một số vùng ở Victoria và Tây Úc (tiểu bang).